# Politica della Giordania
La Giordania è una monarchia costituzionale sulla base della Costituzione promulgata l'8 gennaio 1952.

## Esecutivo
Il potere esecutivo è detenuto dal re e dal suo consiglio dei ministri.
L'attuale monarca è Abd Allah II di Giordania ed il primo ministro è Omar Razzaz, nominato il 4 giugno 2018.
Il re firma le leggi, può porre un veto che può essere superato dai due terzi di entrambe le camere che compongono l'Assemblea Nazionale, nomina e rimuove i giudici per decreto, approva gli emendamenti alla Costituzione, dichiara guerra e comanda le forze armate.

## Legislativo
Il potere legislativo spetta all'Assemblea Nazionale (Majlis al-Umma).
L'Assemblea Nazionale è composta da:
- Camera dei Deputati (Majlis al-Nuwaab), con 110 membri, di cui 104 eletti ogni quattro anni in altrettanti collegi e sei donne elette da uno speciale collegio elettorale. Nove e tre seggi della Camera sono riservati ai Cristiani ed a Ceceni/Circassi.
- Assemblea dei Senatori (Majlis al-Aayan) composta da 40 membri nominati dal re per un mandato di otto anni.